# Eraclide di Siracusa (scrittore)
Eraclide di Siracusa (Siracusa, IV secolo a.C. – ...) è stato uno scrittore siceliota.

## Biografia
Sotto il nome di "Eraclide di Siracusa" ci sono giunte notizie forse di due scrittori risalenti al IV secolo a.C., nella fioritura di manuali di gastronomia siceliota che comprese, tra l'altro, anche versificatori come Archestrato.

## Opere
Ateneo, in effetti, nel suo elenco di scrittori di gastronomia, cita due autori di Manuali di cucina con questo nome, insieme ad altri sicelioti, la cui cucina aveva grande rinomanza nel mondo greco .
Uno dei due Eraclidi di Siracusa è citato anche come autore di uno scritto sulle Istituzioni, sicché si deve pensare che si tratti di scrittore di diverso genere o, al massimo, di un erudito che si sarebbe occupato sia di cucina che di diritto.